# Jesse Pearson
Bobby Wayne „Jesse“ Pearson (* 18. August 1930 in Seminole, Seminole County, Oklahoma; † 5. Dezember 1979 in Monroe, Louisiana) war ein US-amerikanischer Sänger und Schauspieler. Unter dem Namen A. Fabritzi verfasste er Ende der 1970er Jahre die Drehbücher zweier Erotikfilme.

## Leben
Pearson wurde am 18. August 1930 in Seminole im US-Bundesstaat Oklahoma, nach anderen Angaben in New Orleans, Louisiana, geboren. Bekanntheit erlangte er 1963 durch die Hauptrolle des Conrad Birdie im Film Bye Bye Birdie. Zuvor nahm er bereits für die Labels Kayo Record Co und Decca Records Singles auf. In den 1960er Jahren folgten eine Reihe von Episodenrollen in verschiedenen Fernsehserien. 1966 fungierte er auf dem Album The Sea von Rod McKuen als Erzähler. In der Westernserie Im wilden Westen wirkte er von 1964 bis 1970 in sechs Episoden in jeweils verschiedenen Rollen mit. 1970 und 1973 erschienen die Alben The Body Electric-2: Walt Whitman's Timeless Words Set To Music beziehungsweise The Body Electric-1: The Erotic Words Of Walk Whitman, The Voice Of Jesse Pearson, The Music Of Rod McKuen. 1974 spielte er in Free as the Wind mit. 1978 fungierte er im Film Die Nordmänner als Erzähler. Im selben Jahr erschien der Erotikfilm Legend of Lady Blue, für den er unter dem Pseudonym A. Fabritzi das Drehbuch verfasste. Im Folgejahr erschien der Erotikfilm Pro-Ball Cheerleaders, für den er wieder unter dem Pseudonym A. Fabritzi das Drehbuch verfasste.
Als bei Pearson Krebs diagnostiziert wurde, zog er nach Monroe, um näher bei seiner Mutter zu sein. Er verstarb dort am 5. Dezember 1979 im Alter von 49 Jahren. Er wurde auf dem Pearson Cemetery beigesetzt.

## Filmografie

### Schauspiel
- 1963: Bye Bye Birdie
- 1963: The Ed Sullivan Show (Toast of the Town, Fernsehserie)
- 1964: Das große Abenteuer (The Great Adventure, Fernsehserie, Episode 1x14)
- 1964: McHale’s Navy (Fernsehserie, Episode 2x30)
- 1964: Helden ohne Hosen (Advance to the Rear)
- 1964: The Beverly Hillbillies (Fernsehserie, 2 Episoden)
- 1964–1970: Im wilden Westen (Death Valley Days, Fernsehserie, 6 Episoden, verschiedene Rollen)
- 1965: 12 O’Clock High (Fernsehserie, Episode 1x26)
- 1966: The Double Life of Henry Phyfe (Fernsehserie, Episode 1x08)
- 1966: The Andy Griffith Show (Fernsehserie, Episode 6x30)
- 1966: The Road West (Fernsehserie, Episode 1x05)
- 1969: Die Spur des Jim Sonnett (The Guns of Will Sonnett, Fernsehserie, Episode 2x13)
- 1969: Bonanza (Fernsehserie, Episode 10x17)
- 1974: Free as the Wind
- 1978: Die Nordmänner (The Norseman, Erzähler)

### Drehbuch
- 1978: Legend of Lady Blue
- 1979: Pro-Ball Cheerleaders

## Diskografie
Alben
- 1970: The Body Electric-2: Walt Whitman's Timeless Words Set To Music, Label: Discus Records
- 1973: The Body Electric-1: The Erotic Words Of Walk Whitman, The Voice Of Jesse Pearson, The Music Of Rod McKuen, Label: Discus Records

Singles
- 1956: I'm Moving' On, Label: Kayo Record Co
- 1960: I'm Thinking Tonight of My Blue Eyes, Label: Decca Records
- 1960: Some Enchanted Evening / Finger Prints, Label: Decca Records
- 1963: One Last Kiss, Label: RCA Records
- 1963: I Got A Feelin' I'm Fallin' / Talk To Me Baby, Label: RCA Records